# Арак
Арак (на персийски: اراک) е град в Иран, столица на провинция Маркази. При преброяването от 2011 г. има 526 182 жители.
Голям индустриален град в Иран с много промишлени заводи в рамките и на няколко километра извън града, включително фабриката Мачин Сази и заводът за алуминий на Арак. Тези фабрики произвеждат почти половината от нуждите на страната в стоманената, нефтохимическата и локомотивната индустрии.
Като индустриален град в развиваща се страна, Арак има проблеми със замърсяването на въздуха.

## Етимология
Името Арак е от наименованието, дадено на региона през Средновековието, което произлиза от арабската дума „Ирак“, означаваща „острие“.
По време на селджукската ера областта включва цялата територия на северозападен Иран и долната част на Месопотамия, които са посочени като Ирак.
След създаването си през Каджарската епоха градът е наричан Солтан Абад. По-късно, по време на управлението на Реза Шах Пахлави е преименуван на Арак.

## История
Днешният град Арак е основан през Каджарската епоха. Кръстен е Солтан Абад през 1808 г. от Юсеф Хан Горджи, про-ирански военачалник, който получава убежище от Каджарския цар Ага Мохамед Хан след териториален спор с неговите братовчеди, които са подкрепени от Руската императрица Екатерина Велика.
Между 1795 и 1797 г. Юсеф Хан Горджи разполага армията си в плодородната, но недобре контролирана територия, която ще се превърне в днешния Арак. Враждебните племена в региона живеят автономно от Каджарите. С одобрението на шаха Юсеф Хан гони племената и изгражда крепостта на Солтан Абад като буфер.
До 1892 г. градът остава военна база и крепост. Крепостта на Солтан Абад е с дебели стени, заобиколена от 7 метрови дълбоки ровове. Осем кули са построени около града, сградата на правителството е изградена в северната му част.
През 1891 г. магазините, градините и правителствените сгради на Солтан Абад са ремонтирани по нареждане на Мирза Хасан. Големи части от града по-рано са преустроени като лична собственост на военни командири, но след това в крайна сметка са предадени на държавата около 1918 – 1922 г.
Започвайки от последната четвърт на 19 век, градът постига значително развитие в производство на килими и в крайна сметка става най-важният център на производството на килими на Иран за външни пазари до 1940 г.
При управлението на Реза Шах Пахлави в Арак са построени модерни фабрики за олио, сапун, захарно цвекло и вълна. Градът се превръща във важен пункт за Транс-иранската железница, която е завършена през 1938 г. и е основен железопътен проект на Реза Шах.
През 1972 г. в града са създадени две големи държавни предприятия, включително за алуминий. Комбинатът за алуминий е построен в рамките на регионалното сътрудничество за проект за развитие на СЕНТО в сътрудничество с компанията на Рейнолдс и Рейнолдс.
Градът официално става метрополис на 6 април 2013 г., след сливането с Карахруд и Сенджан.

## География
Арак е заобиколен от планини на юг, запад и изток, а средната надморска височина е 1750 m.
Той се намира на 260 км от град Техеран и е в близост до градовете Кум и Исфахан.

### Климат
Арак има континентален климат, относително студен и сух. Лятото е горещо и сухо, есента е хладна и ветровита, а зимата е студена и снежна. Максималните температури достигат до 35 °C през лятото и есента, и под -25 °C през зимата. Средната сума на валежите е около 350 mm, а годишната относителна влажност на въздуха е 46%.
| Арак                                  | Арак | Арак  | Арак | Арак | Арак | Арак | Арак | Арак | Арак | Арак | Арак | Арак | Арак    |
| Месеци                                | яну. | фев.  | март | апр. | май  | юни  | юли  | авг. | сеп. | окт. | ное. | дек. | Годишно |
| Абсолютни максимални температури (°C) | 17,0 | 21,0  | 25,2 | 29,0 | 35,0 | 41,0 | 44,0 | 41,0 | 38,0 | 31,0 | 24,0 | 20,0 |         |
| Средни максимални температури (°C)    | 4,2  | 6,8   | 13,5 | 19,6 | 25,6 | 32,6 | 35,8 | 34,9 | 30,8 | 23,1 | 14,8 | 7,6  |         |
| Средни температури (°C)               | −1,3 | 1,0   | 7,3  | 13,1 | 18,4 | 24,4 | 27,5 | 26,3 | 21,9 | 15,2 | 8,0  | 2,0  |         |
| Средни минимални температури (°C)     | −5,7 | −3,8  | 2,0  | 7,0  | 11,0 | 15,3 | 18,8 | 17,5 | 13,0 | 7,8  | 2,6  | −2,2 |         |
| Абсолютни минимални температури (°C)  | −28  | −30,5 | −13  | −4   | 0,0  | 4,0  | 12,0 | 10,0 | 2,0  | −4   | −7   | −23  |         |
| Средни месечни валежи (mm)            | 54,7 | 47,6  | 53,1 | 53,4 | 31,9 | 1,5  | 0,6  | 1,1  | 0,7  | 18,5 | 31,6 | 51,0 |         |
| ------------------------------------- | ---- | ----- | ---- | ---- | ---- | ---- | ---- | ---- | ---- | ---- | ---- | ---- | ------- |
| Източник: NOAA (1961 – 1990)          |      |       |      |      |      |      |      |      |      |      |      |      |         |

- Долината Гердо през зимата
- Дъждовен ден в Арак
- Сенджан
- Градският парк
- Езерото Микан

## Транспорт

### Въздушен транспорт
Градът се обслужва от международното летище в Арак, което се намира на север от града. Летището е открито през 1938 г., и е едно от най-старите летища в Иран.

### Железопътен транспорт
Железопътната линия на Арак е свързана към иранските железници през 1935 г. Дестинациите се простират директно от Бандар-е-Шапур в югозападен Иран до Бандар-е-Торкман до Каспийско море.

### Обществен транспорт
Автобуси осигуряват по-голямата част от обществения транспорт.

## Селскостопанство
Основните селскостопански продукти на града са жито, ечемик и плодове, включително грозде, ябълка, орех и бадем. Арак също изнася килими, които обикновено са посочени като черги Сарук. Сарук е малко селце в близост до Арак, а името му се използва, за да се избегне объркване с килим от днешната държава Ирак.